# Faro Aéreo de Rincón del Bonete
El Faro Áreo de Rincón del Bonete  está ubicado en Rincón del Bonete, Uruguay. La torre del faro fue construida en 1937 por los técnicos que trabajaban en la obra de construcción de la central hidroeléctrica. El fanal o linterna, instalado posteriormente a 1942, se encuentra sobre la torre y depósito de agua potable de la población, actualmente en servicio, puede ser observado a simple vista en un radio de 50 km.
El faro y su fanal se presume están relacionados con la fuerte presencia de la Quinta Columna en Uruguay del NSDAP de la Alemania nazi, en la obra en construcción entre 1937 y 1942. La torre del faro construida según esquemas alemanes, oficia de tanque de agua potable y guarda similitud con torres de vigilancia empleadas en campos de prisioneros. La lámpara de la máquina de luz o fanal, contiene una esvástica nazi como soporte del filamento. El fanal construido por la casa BBT de París, fue previsto de instalar previamente en Montevideo como faro guía de los vuelos de correo aéreo en los años 30. Funcionó hasta 1970, permaneciendo fuera de servicio hasta 1994, cuando es rescatado de los depósitos de material en desuso, renovado y puesto en servicio nuevamente, pero solo con fines de exposición al público de tal curiosa pieza.

## Faros marítimos y faros aéreos
Los faros marítimos y aéreos básicamente se componen de una torre y una máquina llamada fanal o linterna. La linterna consiste en uno o dos lentes fresnel, enfrentados a un par de espejos cóncavos; lentes y espejos son montados en una caja giratoria, en torno a una lámpara eléctrica o de gas de elevada potencia, ubicada en el foco de las lentes y espejos. Un faro marítimo proyecta el haz de luz por debajo de la altura de su linterna. En el faro aéreo la luz se proyecta por debajo y por encima de la altura de la linterna, permitiendo la navegación marítima y aérea

## Presencia e influencia nazi fascista en el Uruguay
En 1931 se funda el partido nacional socialista del Uruguay, cuyo director fue el secretario de prensa de la embajada alemana; Julius Dalldorf. El partido no logra un número importante de afiliados, más que algunos centenares, ya que la afiliación estaba restringida a quienes fuesen alemanes o descendientes en primer grado. Junto a la falange uruguaya y parte de la prensa escrita de la época, crean en parte de la población un clima de simpatía hacia el Nazismo, y el antisemitismo, que se refleja en actos del gobierno de Gabriel Terra, conocida como Dictadura de Terra, y posteriormente del gobierno de Alfredo Baldomir en 1938. Leyes antisemitas de restricción a la inmigración de refugiados judíos al Uruguay, que aspiraban llegar a Sudamérica escapando de la muerte en la Alemania nazi. Llegosé a rechazar en el puerto el desembarco de contingentes íntegros de refugiados judíos, que fueron regresados a Hamburgo. Pese a esto último la solidaridad de los funcionarios públicos aduaneros y de migraciones logra sortear las leyes e ingresar al país a más de 3.000 refugiados de los campos de concentración. Terra rompió relaciones diplomáticas con la URSS en diciembre de 1935 y reconoció al gobierno fascista de Francisco Franco en 1936. Dentro de este clima de simpatía hacia el nazismo, surgieron movimientos, poco efectivos pero de resonancia pública, como el de Arnulf Fuhrmann y su supuesto plan de invasión nazi al Uruguay.

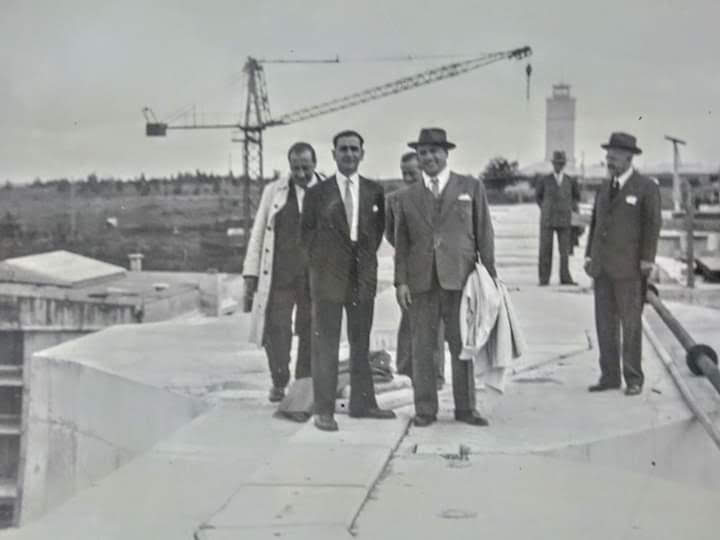
Los físicos Samuel Goudsmit y Wolfgang Pauli en Uruguay en 1942, dejan en evidencia que el fanal fue instalado cuando los alemanes ya habían sido expulsados (Agosto de 1942).

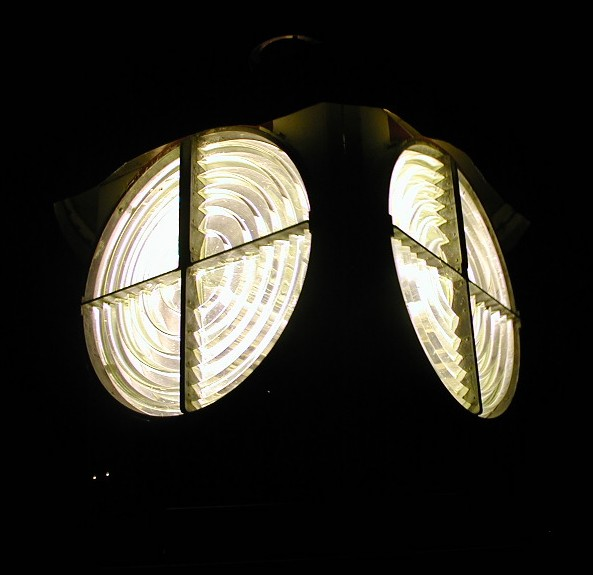
Lentes de Fresnel del Faro de Rincón del Bonete.

## Alemanes en Rincón del Bonete
En los años previos a la Segunda Guerra Mundial, Uruguay mantenía fluidas relaciones diplomáticas y comerciales con las potencias mundiales; Estados Unidos de América, Reino Unido o Inglaterra, Francia y Alemania. En el marco de las relaciones comerciales, en 1937 se firmó el contrato para la construcción de la Central Hidroeléctrica de Rincón del Bonete, el cual fue adjudicado a un consorcio de empresas alemanas, realizándose el balance de pagos de las obras con la exportación de mercaderías a Alemania. Para la construcción de la represa, las empresas constructoras trajeron al país un contingente de unos 40 técnicos alemanes, los cuales fueron acomodados en una población construida para tal fin, en cómodas casas chalet agrupadas en lo que es hoy la zona Norte de la población de Rincón del Bonete. Los técnicos uruguayos y trabajadores fueron alojados en complejos de viviendas y barracas construidas rápidamente en 1937, en la zona Sur de la población, alejados de la zona donde habitaban los técnicos alemanes y sus familias.

## Telegrama de Hitler
Vínculos comerciales como éste permitían a la Alemania Nazi canalizar la expansión mundial del Tercer Reich, en un marco de cordialidad entre naciones amigas, como lo demuestra el telegrama enviado por Hitler al gobierno de Uruguay el día previo a la inauguración de las Obras de construcción de la Central Hidroeléctrica Rincón del Bonete:

Berlín, 17 de mayo de 1937. Excelentísimo señor Presidente de la República Oriental del Uruguay, Doctor Don Gabriel Terra. Montevideo. Al buen éxito de la obra monumental del Río Negro, comenzada por iniciativa de su gobierno, expreso a su Excelencia mis más sinceras felicitaciones. Adolfo Hitler, Canciller del Reich.

El telegrama fue respondido por Terra:

Montevideo, mayo 17 de 1937. Al Excelentísimo Sr. Adolfo Hitler. Führer Und Reichkanzler. Berlín. Agradezco a V.E. su cordial felicitación con motivo de la iniciación de las obras hidroeléctricas del Río Negro. Confío en el éxito de las mismas porque serán realizadas por técnicos alemanes de gran reputación científica y tradición honorable. Nunca olvidará nuestro país todo cuanto ha hecho el Gobierno de V.E. para facilitar la realización del contrato. Y tengo la seguridad de que a través de esas obras, cuyo impulso inicial celebra hoy el pueblo uruguayo, nuestros dos países han de sentirse cada día más vinculados en su firme amistad. Gabriel Terra, Presidente de la República.

## Escuela y bandera nazi

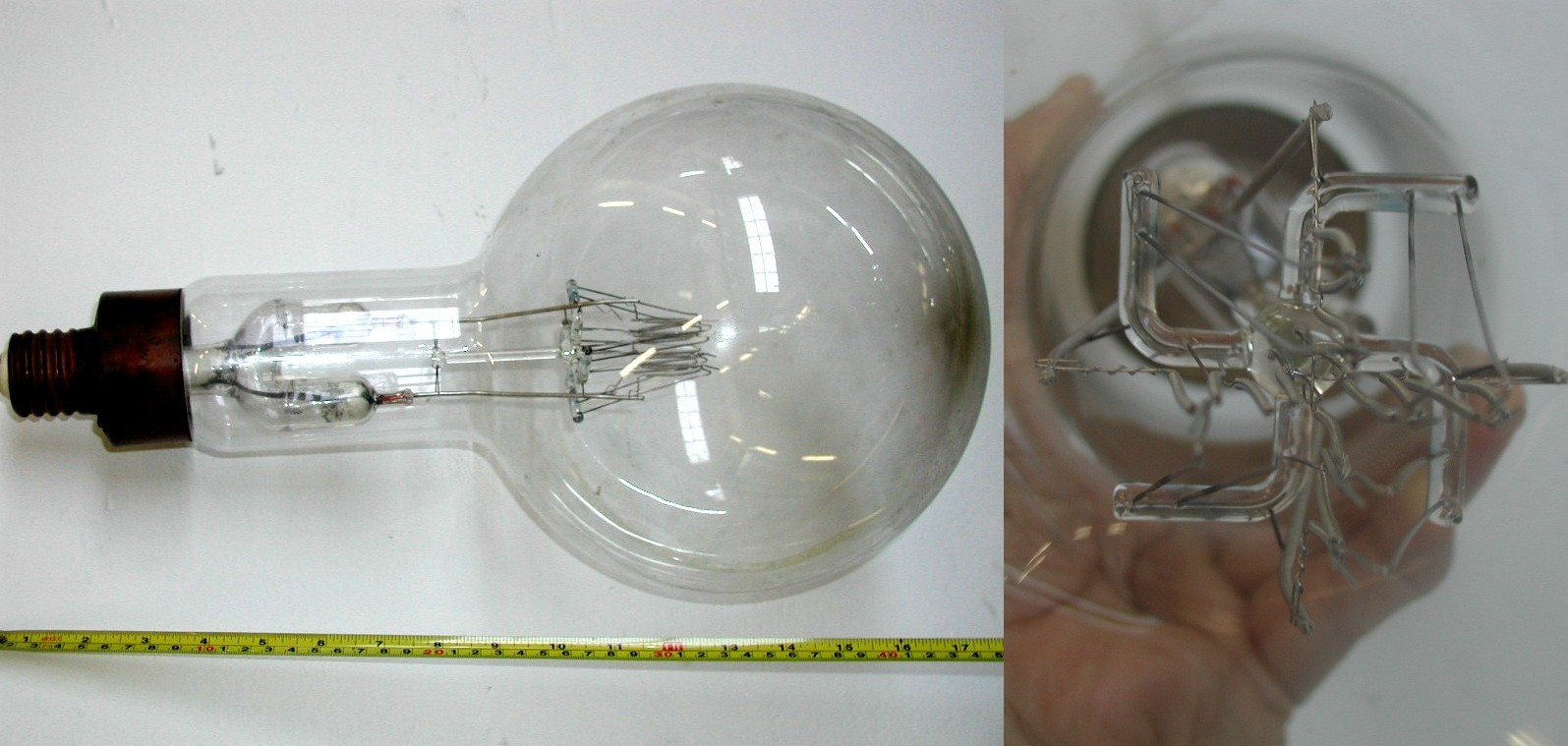
Lámpara de filamento, con esvástica nazi, originalmente instalada en el faro en 1938.

Así como el nacional socialismo infiltró oficiales de la temible Gestapo de las SS de Heinrich Himmler, interventores en todas las capas de la sociedad alemana, lo mismo sucedió en las empresas constructoras alemanas y en la propia obra de Rincón del Bonete. En 1937 comienza a funcionar la escuela rural N° 56 de Rincón del Bonete, donde flameaban la bandera de Uruguay junto con la bandera nazi. En la mañana funcionaba en idioma alemán con 35 alumnos, hijos de técnicos alemanes. Por la tarde lo hacía en idioma español con los hijos de técnicos, capataces y obreros uruguayos. El 25 de enero de 1942 Uruguay rompía relaciones con Alemania, Japón e Italia, en medio de la Segunda Guerra Mundial. La escuela deja de funcionar tal como hasta entonces, ya que los técnicos alemanes y sus familias son repatriados, excepto un ciudadano alemán, el Sr. Walter Franz, quien permaneció como piloto y capitán del remolcador Don Pancho, prestando invaluables servicios en la continuación de la obra y luego en la creciente del 59 en Rincón del Bonete.

## Rompimiento de relaciones con Alemania
Uruguay mantuvo su neutralidad en el comienzo de la Segunda Guerra Mundial, quedando involucrado en la misma rápidamente con el episodio de la Batalla del Río de la Plata y el Acorazado de bolsillo Admiral Graf Spee en diciembre de 1939, donde la tripulación del mismo es trasladada a Buenos Aires y Montevideo (países neutrales en la guerra establecida), y en 1943 (considerados enemigos los tripulantes del Graf Spee) parte de la misma internada en un cuartel militar de Sarandí del Yí en Durazno Uruguay. 

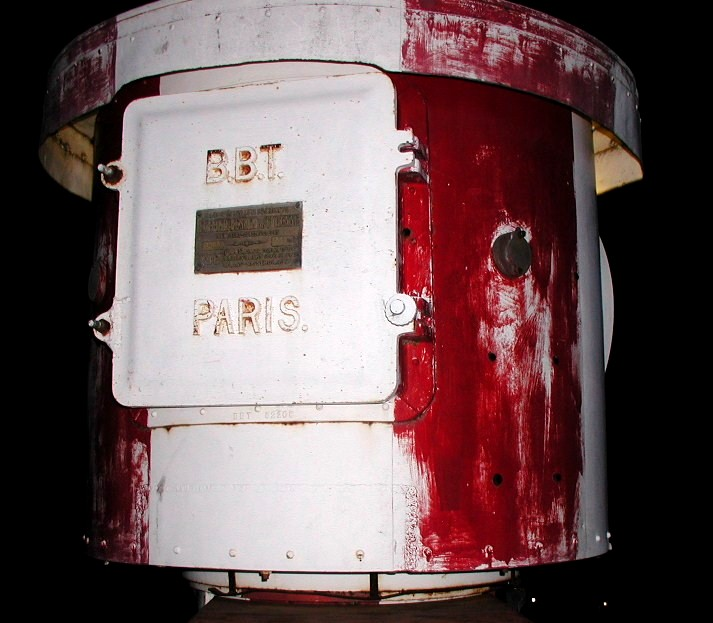
Fanal del faro aéreo, de la casa Barbier Benard & Turenne.

En 1940, se crea en la Comisión Investigadora de Actividades Antinazis en Uruguay. En junio del 41, después de trágicos incidentes en la ciudad de Durazno, fue suspendido el diputado Alejandro Kayel y clausurado el diario Libertad, por su prédica totalitaria y pronazi. Se crea la ley de asociaciones ilícitas del 18 de junio de 1940 y una campaña propagandística que provocaron una exagerada sensibilidad ante el llamado «peligro nazi». Viviéndose un verdadero síndrome de complot, de grave riesgo para la paz nacional y se respondió con una política de “caza de bruja”, de persecución débilmente fundamental. Si bien comprobó la existencia de actividades nazis, no se pudo probar que las mismas implicaron un real peligro para el país.
El 25 de enero de 1942 Uruguay rompe relaciones diplomáticas con Alemania, Japón e Italia, y el 7 de mayo de 1942 Uruguay deja sin efecto el contrato con Alemania para la construcción de la central hidroeléctrica, quedando en pie la obra civil, sin contarse con el equipamiento electromecánico, detenido en puertos alemanes y españoles, ante la certeza del hundimiento de los buques alemanes que los transportasen por parte de las fuerzas aliadas. 
El 8 de marzo de 1942, un presunto submarino alemán (en realidad fue uno italiano, el Tazzoli) torpedea y hunde el buque mercante Montevideo y el buque mercante argentino Uruguay, que navegaban en el Caribe. Estos hechos generaron el repudio general de la población uruguaya y argentina hacia la Alemania nazi, obligando al cese de actividades de los técnicos alemanes en Rincón del Bonete, el cierre de la escuela con su bandera nazi, y la expulsión de los trabajadores alemanes y su familia de la población. El repudio hacia Alemania, el nazismo y el Dr. Gabriel Terra llegaron al extremo de que se destruyera la piedra fundamental de la obra de construcción de Rincón del Bonete, ubicada en Paso de los Toros, llegándose a hablar de demoler la obra civil de la represa y las viviendas de la población, dado que fueron construidos "por el enemigo".

## Fanal del faro

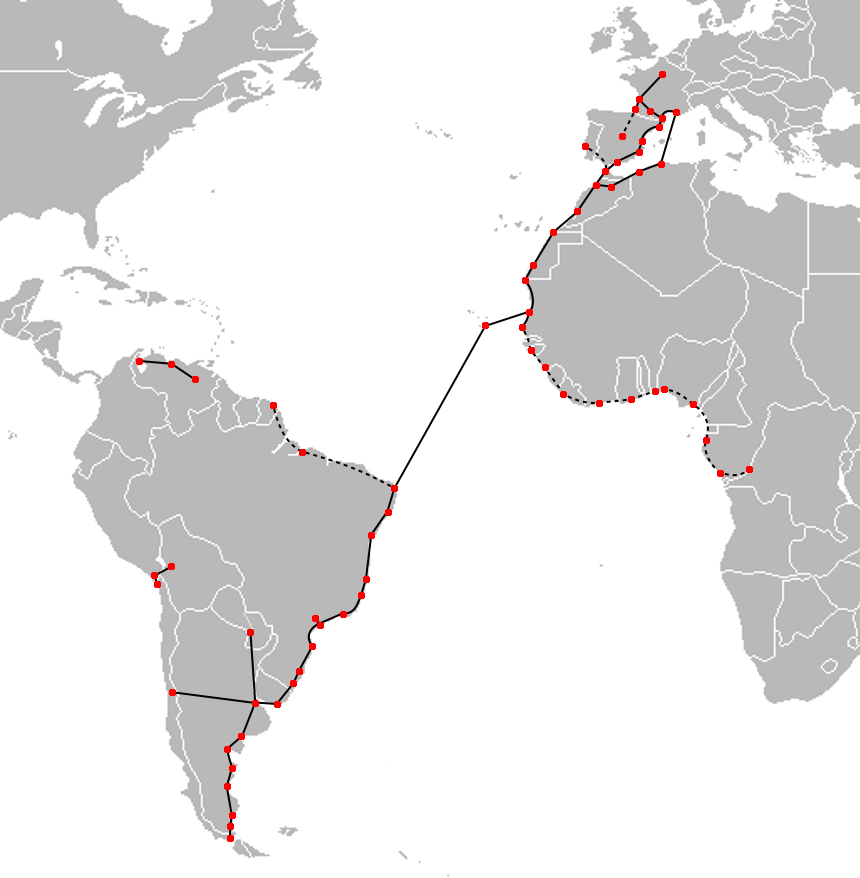
Lignes de l'Aéropostale en 1930

El fanal original instalado en 1938 por los alemanes era un artefacto de la casa francesa BBT Benard Barbier & Turenne Ingenieurs Constructeurs construido en 1930. Funcionaba con 110 voltios de corriente continua.  La lámpara del tipo incandescente era de 3000 W, con una esvástica nazi en cristal sosteniendo su filamento. La lámpara ubicada en el foco del faro, con 2 espejos cóncavos, iluminan sobre los dos lentes Fresnel y proyectan dos haces a 90°. La cúpula roja de la máquina, emitía una luz destellante color rojo en Código Morse la letra "M" (actualmente no está en servicio).
La máquina fue construida por la Casa BBT para ser instalada en las líneas de la Compañía francesa Aéropostale entre Europa y Sudamérica, en este caso en Montevideo (por eso la letra "M" emitida en Código Morse), para guiar los vuelos nocturnos de la "Compagnie Générale Aéropostale" de Francia. Los pilotos Jean Mermoz y Antoine de Saint-Exupéry son los de más renombre por sus hazañas en dichos vuelos de las compañías Groupe_Latécoère la Compañía General Aeropostal y la misma Air France. En estas tres históricas empresas, sostenidas por el empuje de pilotos y técnicos, y apoyo económico y en infraestructura por los gobiernos, más el sacrificio de más de cincuenta pilotos, casi una cuarentena de radiotelegrafistas y mecánicos, fue el precio del desarrollo del correo aéreo entre Sudamérica y Europa. 
En 1931 la Compagnie Générale Aéropostale fue traspasada al Estado francés, con la que se creó la compañía aérea Air France 1933, la que mantuvo vuelos de correspondencia aérea y pasajeros entre Montevideo y Europa hasta julio de 1940, último vuelo sobre el Océano Atlántico sin radio, debido a la Segunda Guerra Mundial. El faro BBT probablemente funcionaba en el Aeródromo de Pando, ubicado a 30 km al noreste de Montevideo, aeródromo establecido en 1928 por la Compagnie Générale Aéropostale, y a partir de 1933 pasa a manos de la compañía Air France, hasta la caída de París en manos alemanas en 1940.
La torre del faro de 25 metros de altura es, en sí misma, un tanque elevado de agua de 100.000 litros, que abastece de agua a la población de Rincón del Bonete, funcionando con la planta potabilizadora de agua desde su puesta en servicio el 16 de agosto de 1937. El acceso al fanal es mediante una escalera caracol. El faro fue restaurado y puesto en servicio en 1994, funcionando actualmente todas las noches, con una lámpara de sodio de alta presión de 400 W y 220 VCA.

### Televisión
En septiembre de 2017, un equipo de filmación del canal de televisión de la producción del Canal de Televisión History Channel, visita y realiza una filmación en la represa Rincón del Bonete. Se trata del episodio número 23, "Objetivo Estados Unidos", de la serie Persiguiendo a Hitler (en inglés: Hunting Hitler). La línea argumental es el Faro Aéreo de Rincón del Bonete, y su posible vínculo con los vuelos nocturnos de aviones con Criminales de guerra nazis en huida desde Europa, en la denominada "línea de las ratas" o ratlines. También se presume el vínculo de la hidroeléctrica Rincón del Bonete, con las plantas de producción de agua pesada de la Alemania nazi, como la planta hidroeléctrica de Vemork de Norsk Hydro, en la localidad de Rjukan, provincia de Telemark en Noruega, bombardeada por los Aliados de la Segunda Guerra Mundial en la denominada Batalla del agua pesada de la película Los héroes de Telemark.
Las evidencias concretas para sustentar la teoría de una posible producción de agua pesada (óxido de deuterio) en la represa Rincón del Bonete, son los esquemas eléctricos y una serie de dibujos constructivos de un enorme reactor de electrólisis de agua, funcionando en corriente alterna, denominado "resistencia de agua" (“Wasserwiderstand” en idioma alemán). Reactor de descarga eléctrica con arco de alta tensión sostenido en agua. También existen fotografías de físicos nucleares de la época (1938 a 1946), en la misma represa, como; Werner Heisenberg, Kurt Diebner (ver Proyecto Uranio), Samuel Goudsmit (ver Operación Alsos), Wolfgang Pauli, y otros físicos de renombre. Hasta la fecha ningún historiador de la física nuclear ha realizado una evaluación técnica o pericia de estas evidencias.